# Reco

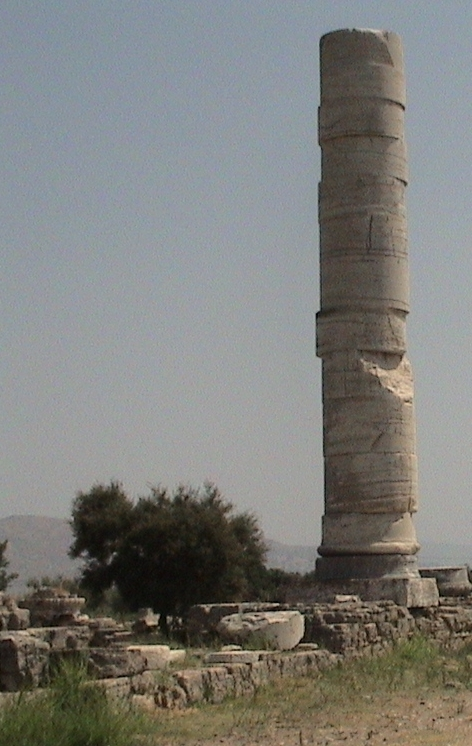
Escultura en Grecia asociada a Reco.

Reco (en griego antiguo: Ῥοῖκός)) fue un escultor y arquitecto griego de los siglos VII y VI a. C. nacido en la isla de Samos (Grecia).
Reco construyó junto con su paisano Teodoro el segundo templo de Hera del santuario conocido como Hereo de Samos. Según Plinio el Viejo, también construyeron ambos, junto con Zmilis, el laberinto de Lemnos con 150 columnas, pero se supone que, en ese pasaje, Plinio confundió el lugar y en realidad se refiere nuevamente al Hereo de Samos.
Como escultor se atribuye a Reco la invención de la fundición de estatuas huecas de bronce. Según Pausanias realizó una estatua de la Noche para el templo de Artemisa en Éfeso.